# Véronique Zuber
Véronique Zuber (Seine-Port, 23 gennaio 1936 – Saint-Brice-sous-Forêt, 10 ottobre 2024) è stata una modella francese, vincitrice del titolo di Miss Parigi 1954 e Miss Francia 1955. Fu eletta Miss Francia presso il Théâtre de Fontainebleau.